# Cuarteto de cuerda n.º 14 (Villa-Lobos)

Villa-Lobos en junio de 1952

El Cuarteto de cuerda n.º 14 es uno de una serie de diecisiete obras para cuarteto de cuerdas del compositor brasileño Heitor Villa-Lobos, y fue escrito en 1953. Una interpretación dura aproximadamente diecisiete minutos.

## Historia
Villa-Lobos compuso su decimocuarto cuarteto en Río de Janeiro en 1953 por encargo de la Universidad de Míchigan para el Stanley Quartet (Gilbert Ross y Emil Raab, violines; Robert Courte, viola; Oliver Edel, violonchelo), a quien está dedicado en la partitura. El Stanley Quartet realizó la primera interpretación de la obra en Ann Arbor como parte del sexagésimo noveno concierto de la temporada 1953-1954 de la Escuela de Música de la Universidad de Míchigan el martes 9 de marzo de 1954. Fue precedido en el programa por el Cuarteto de Haydn en do mayor, op. 74, n.º 1, y seguido por el Cuarteto de Beethoven en si bemol mayor, op. 130.

## Análisis
Como ocurre con la mayoría de los cuartetos de Villa-Lobos, posee cuatro movimientos:
1. Alegro
2. Andante
3. Scherzo (Vivace)
4. Molto Allegro

Los cuatro movimientos de este cuarteto están en forma ternaria, ABA.
El segundo movimiento es de estilo nostálgico y se abre con un fugato desolado, cromático y atonal de dieciséis compases. La sección central está fuertemente contrastada, utilizando un tema en un estilo tonal de música popular.

## Discografía
Cronológicamente, por fecha de registro.
- Heitor Villa-Lobos: String Quartets Nos. 4, 6 and 14. Cuarteto Danubius (Judit Tóth y Adél Miklós, violines; Cecilia Bodolai, viola; Ilona Wibli, violonchelo). Grabado en los estudios Hungaroton de Budapest, del 18 al 19, del 22 al 25 de abril y del 20 al 23 de mayo de 1991. Grabación de CD, 1 disco: digital, 12 cm, estéreo. Marco Polo 8.223391. Una coproducción con Records International. Alemania: HH International, Ltd., 1992.
- Villa-Lobos: Quatuors a Cordes Nos. 12–13–14. Quatuor Bessler-Reis (Bernardo Bessler, Michel Bessler, violines; Marie-Christine Springuel, viola; Alceu Reis, violonchelo). Grabado en Multi Studio en Río de Janeiro, junio-julio de 1991 y en Studio Master en Río de Janeiro, julio de 1989. Grabación de CD, 1 disco: digital, 12 cm, estéreo. Le Chant du Monde LDC 278 1066. Francia: [Sn], 1991.
  - También editado como parte de Villa-Lobos: Os 17 quartetos de cordas / The 17 String Quartets . Quarteto Bessler-Reis y Quarteto Amazônia. Grabación de CD, 6 discos de sonido: digital, 12 cm, estéreo. Discos Kuarup KCX-1001 (KCD 045, M-KCD-034, KCD 080/1, KCD-051, KCD 042). Río de Janeiro: Kuarup Discos, 1996.
- Villa-Lobos: String Quartets, Volume 2. Quartets Nos. 3, 8, 14. Cuarteto Latinoamericano (Saúl Bitrán, Arón Bitrán, violines; Javier Montiel, viola; Alvaro Bitrán, violonchelo). Grabado en Troy Savings Bank Music Hall en Troy, NY, marzo de 1995. Música de Maestros Latinoamericanos. Grabación de CD, 1 disco: digital, 12 cm, estéreo. Dorian DOR-90220. Troy, Nueva York: Dorian Recordings, 1996.
  - Reeditado como parte de Heitor Villa-Lobos: The Complete String Quartets . 6 CDs + 1 DVD con la actuación del Cuarteto No. 1 y entrevista con el Cuarteto Latinoamericano. Dorian Sono Luminus. DSL-90904. Winchester, Virginia: Sono Luminus, 2009.
  - También reeditado (sin el DVD) en Brilliant Classics 6634.

## Filmografía
- Villa-Lobos: A integral dos quartetos de cordas. Quarteto Radamés Gnattali (Carla Rincón, Francisco Roa, violines; Fernando Thebaldi, viola; Hugo Pilger, violonchelo); presentado por Turibio Santos. Grabado de junio de 2010 a septiembre de 2011 en el Palácio do Catete, Palácio das Laranjeiras y Theatro Municipal, Río de Janeiro. DVD y Blu-ray (VIBD11111), 3 discos. Río de Janeiro: Visom Digital, 2012.